# David B. Weishampel
Le professeur David B. Weishampel (né le 16 novembre 1952) est un paléontologue américain au Center for Functional Anatomy and Evolution de l'Université Johns-Hopkins, dans le Maryland (États-Unis). Weishampel a obtenu son doctorat de géologie à l'Université de Pennsylvanie en 1981. Ses recherches portent sur la systématique des dinosaures, les dinosaures européens du Crétacé supérieur, la mécanique de la mâchoire chez les herbivores, la cladistique, l'hétérochronie et l'histoire de l'évolution biologique.
La publication de Weishampel la plus célèbre est : The Dinosauria, University of California Press; 2nd edition (December 1, 2004). Il a été consultant pour le film Jurassic Park et est un ami de Steven Spielberg. Il a reçu un Oscar scientifique ou technique.

## Publications sélectionnées
- Weishampel, D. B., Dodson, P., and Osmólska, H. (eds.). 2004. The Dinosauria. 2nd edition. Univ. California Press, Berkeley. 833 pp.
- Weishampel, D. B. & White, N. (eds.). 2003. The Dinosaur Papers: 1676-1906. Smithsonian Institution Press, Washington, D. C. 524 pp.
- Weishampel, D.B., C.-M. Jianu, Z. Csiki, and D.B. Norman. 2003. Osteology and phylogeny of Zalmoxes (n.g.), an unusual ornithopod dinosaur from the latest Cretaceous of Romania. J. Syst. Palentol. 1: 123-143.
- Jianu, C. M. & Weishampel, D. B. 1999. The smallest of the largest: a new look at possible dwarfing in sauropod dinosaurs. Geol. Mijnbouw 78: 335-343.
- Weishampel, D. B. 1996. Fossils, phylogeny, and discovery: a cladistic study of the history of tree topologies and ghost lineage durations. J. Vert. Paleont. 16: 191 197.
- Weishampel, D. B. 1995. Fossils, function, and phylogeny. In: Thomason, J. (ed.). Functional Morphology in Vertebrate Paleontology. Cambridge Univ. Press, New York. pp. 34–54.
- Weishampel, D. B. & Horner, J. R. 1994. Life history syndromes, heterochrony, and the evolution of Dinosauria. In: Carpenter, K., Horner, J. R., & Hirsch, K. (eds.). Dinosaur Eggs and Babies. Cambridge Univ. Press, New York. pp. 229 243.
- Heinrich, R. E., Ruff, C. B., & Weishampel, D. B. 1993. Femoral ontogeny and locomotor biomechanics of Dryosaurus lettowvorbecki (Dinosauria, Iguanodontia). Zool. J. Linn. Soc. 108: 179 196.
- Weishampel, D. B., Norman, D. B., & Grigorescu, D. 1993. Telmatosaurus transsylvanicus from the Late Cretaceous of Romania: the most basal hadrosaurid. Palaeontology 36: 361 385.
- Weishampel, D. B. 1993. Beams and machines: modeling approaches to analysis of skull form and function. In: Hanken, J. & Hall, B. K. (eds.) The Vertebrate Skull. Univ. Chicago Press, Chicago. pp. 303 344.
- Weishampel, D. B., Grigorescu, D., & Norman, D. B. 1991. The dinosaurs of Transylvania: island biogeography in the Late Cretaceous. Natl. Geogr. Res. 7: 68 87.
- Weishampel, D. B. 1991. A theoretical morphologic approach to tooth replacement in lower vertebrates. In: Vogel, K. & Schmidt Kittler, N. (eds.). Constructional Morphology and Biomechanics: Concepts and lmplications. Springer Verlag, Berlin. pp. 295 310.

## Sources
Weishampel est l’abréviation habituelle de David B. Weishampel en zoologie.

Consulter la liste des abréviations d'auteur en zoologie ou la liste des taxons zoologiques assignés à cet auteur par ZooBank